# Maria Pérez i Company
Maria Pérez i Company (Barxeta, La Costera, 1993) és mestra d’educació primària, activista social i política valenciana. És secretària general d'Esquerra Republicana del País Valencià (ERPV) des de març de 2020 i secretària del Consell Nacional d'Esquerra Republicana des del 28 de novembre de 2022. Va formar part de la candidatura a les eleccions europees Ara Repúbliques com a independent, liderada per Oriol Junqueras (2019).
És representant legal davant les Corts de la ILP Tres Voltes Rebel, iniciativa legislativa popular per la gratuïtat dels productes sostenibles per a la menstruació, registrada el 23 de febrer de 2021 a les Corts Valencianes amb els impulsors de la iniciativa Eloïsa Chamarro i Fernández, secretària de Feminismes d’Esquerra Republicana del País Valencià; Núria Arnau i Fortuny, vicesecretària d’Imatge i Comunicació d’ERPV; Josep Barberà i Sorlí, president d’Esquerra Republicana del País Valencià.
Pérez i Company, és graduada en educació primària i especialitzada en arts i humanitats. És activista de lluites feministes i ambientals i pels drets de les persones migrants.